# ТЕС Інот
ТЕС Інот — закрита теплова електростанція в Угорщині у медьє Веспрем (західна частина країни)
У 1952 році в Іноті (одне з кількох поселень, злиттям яких утворили місто Варпалота) став до ладу алюмінієвий комбінат , для забезпечення енергетичних потреб якого спорудили ТЕС Інот. З 1951 по 1954 рік на її майданчику стали до ладу сім парових котлів, від яких живились шість турбін потужністю по 20 МВт. Як паливо вони використовували місцеві зпаси низькокалорійного вугілля, для доставки якого призначалась канатна дорога. Основне обладнання цієї черги постачили із Чехословаччини.
На початку 1970-х на тлі зростання пікового попиту на електроенергію майданчик станції використали для розміщення балансуючих потужностей. У 1973 та 1975 роках тут стали до ладу дві встановлені на роботу у відкритому циклі газові турбіні виробництва Ленінградського металічного заводу (ЛМЗ), які споживали дизельне пальне. У різних джерелах потужність кожної з турбін визначається на рівні 85 МВт або 100 МВт.
Враховуючи введення в країні значної кількості нових генеруючих потужностей, вугільні блоки ТЕС Інот також перевели на роботу у піковому режимі. Підвищена кількість запусків та зупинок сприяла швидкому зносу обладнання, як наслідок, в 1975 – 1986 роках провели модернізацію котлів №3 —- №7. Крім того, станції узяла на себе функцію постачання теплової енергії алюмінієвому комбінату та комунальному господарству міста.
В подальшому котли №1 та №2 демонтували через зношеність, а два генератори відправили на інші електростанції. В 1994 – 1995 роках демонтували котли №6 та №7 і турбіни №5 та №6, на місці яких планувалось зведення нового вугільного енергоблоку потужністю 150 МВт, який би використовував технологію циркулюючого киплячого шару. Втім, цей проект так і не був реалізований, а в 2002-му станцію закрили.
Для видалення продуктів згоряння використовували два димарі заввишки 105 метрів. Один з них наразі вже демонтували через загрозу обвалу.